# جون بکن
«جون بکن» (به انگلیسی: BREAK A NECK) ترانه‌ای سروده‌شده و با صدای اودتاری و آیشا اروتیکا می‌باشد که در ۱۷ آوریل سال ۲۰۲۴ از سوی آرتیست پارتنر گروپ منتشر گردید.

## دست‌اندرکاران
اعتبارات از تیدال گرفته‌شده است.
- طه احمد – آواز، ترانه‌سرایی، تهیه‌کننده
- آیشا اروتیکا – ترانه‌سرا
- دی کی – میکسینگ، مسترینگ